# Arlach
Arlach ist ein Teilort der Gemeinde Tannheim im Landkreis Biberach in Oberschwaben.

## Beschreibung

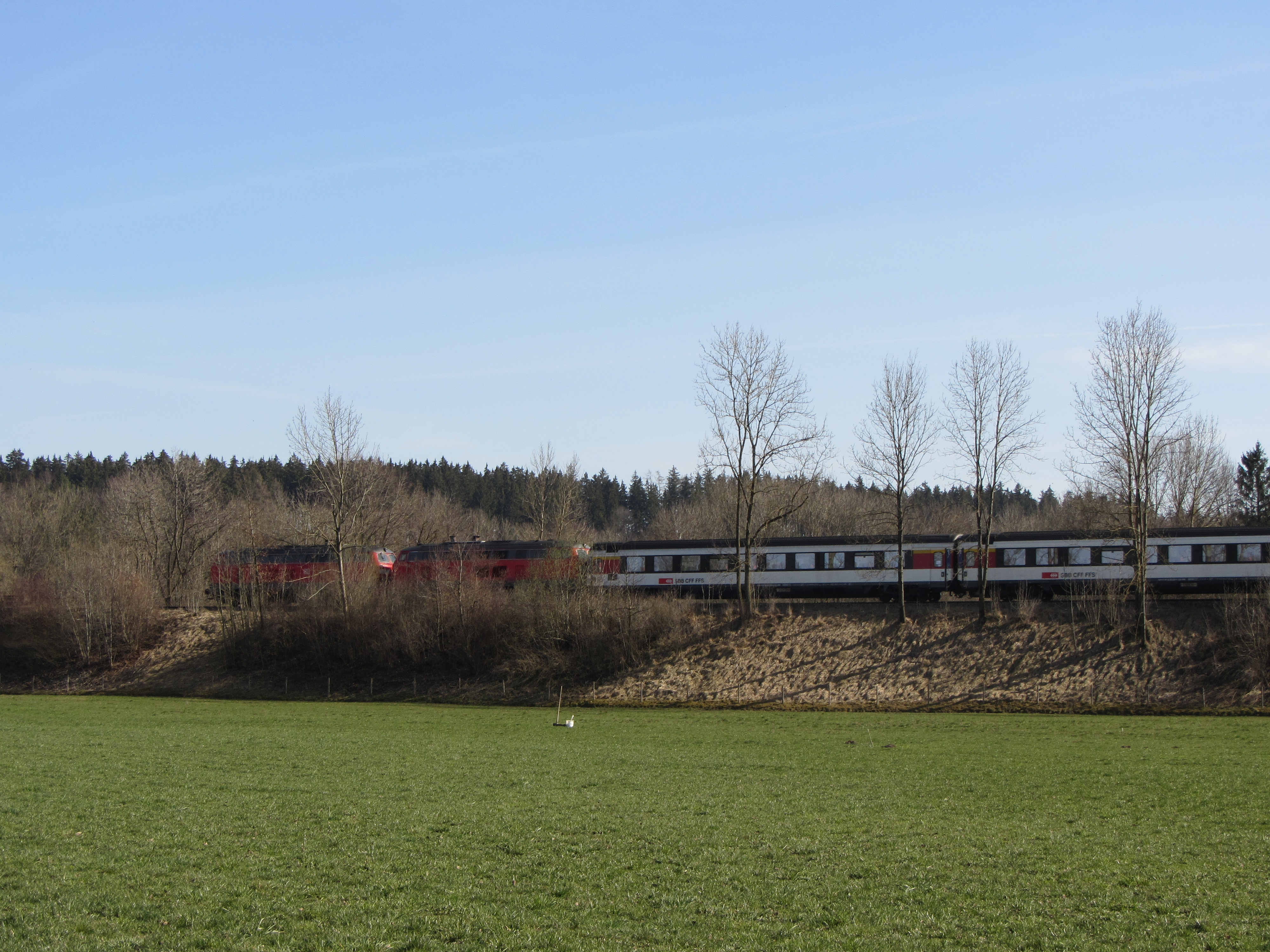
Arlach an der Bahnstrecke Leutkirch-Memmingen

Arlach liegt ungefähr zwei Kilometer östlich des Ortszentrums von Tannheim und grenzt an die Iller, die zugleich die Landesgrenze zwischen Bayern und Baden-Württemberg bildet. Im Jahre 1370 verlor die Pfarrei Arlach ihre Selbständigkeit. Auf seiner Gemarkung befindet sich die im Jahre 1781 unter Abt Romuald Weltin errichtete Kapelle St. Michael. Vor dem Bau der Brücke über die Iller bei Egelsee befand sich in dem Ort eine Fähranlegestelle.
Arlach ist Ausgangspunkt des am 15. April 2011 eröffneten Martinusweges in der Diözese Rottenburg-Stuttgart und liegt an der Bahnstrecke Leutkirch–Memmingen.

## Religion und Wirtschaft
- Kapelle St. Michael, 1781
- In dem Ort befinden sich mehrere landwirtschaftliche Betriebe, eine gelegentlich geöffnete Gaststätte und eine Zimmerei.